# تليف
التليف، يُعرف أيضًا باسم التندب الليفي، هو شفاء مرضي للجروح يحل فيه النسيج الضام محل النسيج البرانشيمي الطبيعي إلى الحد الذي يخرج فيه عن السيطرة، ما يؤدي إلى تغير شكل الأنسجة تغيرًا كبيرًا وتشكل نسيج ندبي دائم.
يشتبه في تسبب الأذيات المتكررة والالتهاب المزمن والترميم في التليف، إذ يؤدي التراكم المفرط العرضي لمكونات النسيج خارج الخلوي، مثل الكولاجين الذي تنتجه الخلايا الليفية، إلى تشكل ندبة ليفية دائمة.
استجابة للأذية، تدعى هذه العملية بالتندب، وإذا نشأ التليف من خط خلوي واحد، يدعى الناتج بالورم الليفي. من الناحية الفيزيولوجية، يؤدي التليف إلى تراكم الأنسجة الضامة التي قد تتداخل مع البنية الطبيعية ووظيفة العضو أو النسيج الواقع تحته أو قد توقفها تمامًا. يمكن استخدام مصطلح التليف لوصف الحالة المرضية المتمثلة في تراكم النسيج الضام في الشفاء. يُعرف التليف على أنه التراكم المرضي لبروتينات النسيج خارج الخلوي (إي سي إم)، ويتسبب في تندب النسيج المصاب وتثخنه، أي أنه بجوهره استجابة مبالغ فيها لشفاء الجروح تتداخل مع وظيفة العضو الطبيعية.

## الفيزيولوجيا المرضية
يشبه التليف عملية التندب، إذ يتضمن كلاهما خلايا ليفية فعالة تصنع النسيج الضام، بما في ذلك الكولاجين وغليكوز أمينوغليكان. تبدأ العملية حين تطلق الخلايا المناعية مثل الخلايا البلعمية الكبيرة عوامل قابلة للذوبان تنشط الخلايا الليفية. يعد عامل النمو المحول بيتا (تي جي إف بيتا) الوسيط المحرض للتليف الأكثر تميزًا، ويُطلق من الخلايا البلعمية الكبيرة بالإضافة إلى أي نسيج متأذي واقع بين الأسطح والذي يُسمى النسيج الخلالي. تشمل وسائط التليف الأخرى القابلة للذوبان عامل نمو النسيج الضام (سي تي جي إف) وعامل النمو المشتق من الصفيحات (بّي دي جي إف) والإنترلوكين 10 (آي إل-10). تبدأ هذه الوسائط سبل توصيل الإشارة مثل سبيل البروتين كيناز بي/هدف الثدييات من الرابميسين وسبيل إس أيه إم دي اللذين يؤديان في النهاية إلى تفعيل الخلايا الليفية وتكاثرها، والتي تراكم بدورها النسيج خارج الخلوي في الأنسجة الضامة المحيطة. تعد عملية إصلاح الأنسجة هذه عملية معقدة، ويخضع تشكل النسيج خارج الخلوي (إي سي إم) لتنظيم وتحلل صارمين للتأكد من بقاء بنية النسيج طبيعية. مع ذلك، قد تؤدي العملية بأكملها، رغم ضرورتها، إلى استجابة تليفية مترقية غير قابلة للعكس إذا كانت الأذية النسيجية شديدة أو متكررة، أو إذا أصبحت استجابة شفاء الجرح نفسها غير منظمة.

## الموقع التشريحي
يمكن أن يحدث التليف في العديد من أنسجة الجسم، وينتج عادة عن التهاب أو أذية، وتشمل الأمثلة ما يلي:

### الرئتان
- التليف الصدري.
- التليف الرئوي.
  - التليف الكيسي.
  - التليف الرئوي مجهول السبب (مجهول السبب يعني أن السبب ما زال غير معروف).
- الأذية الرئوية المحرضة بالأشعة (عقب علاج السرطان)

### الكبد
التليف الجسري وهو مرحلة متقدمة من تليف الكبد تُشاهد في الشكل المترقي من أدواء الكبد المزمنة. يعني مصطلح «جسري» تشكل «جسر» (بواسطة شريط من النسيج الليفي الثخين والناضج) يسد المنطقة البابية إلى الوريد المركزي، ما يؤدي إلى تشكل فصيصات كاذبة. يؤدي التعرض طويل الأمد للسموم الكبدية (مثل التيو أسيتاميد ورباعي كلوريد الكربون وثنائي إيثيل النيتروز أمين) إلى تليف جسري في النماذج الحيوانية التجريبية.
- تشمع الكبد.

### الدماغ
- الندبة الدبقية.

### القلب
يشمل التليف القلبي شكلين رئيسيين:
- التليف الخلالي، لوحظ في قصور القلب الاحتقاني وارتفاع ضغط الدم والتقدم الطبيعي بالسن.[10]
- تليف إعاضة، يشير إلى نوبة قلبية قديمة.[10]

### أعضاء أخرى
- تيبس شرياني.
- تليف مفصلي (مفصل الركبة والكتف ومفاصل أخرى).
- مرض كليتين مزمن.[11]
- داء كرون (أمعاء).
- تقفع دوبويتران (يدين وأصابع).
- جدرة (جلد).
- تليف المنصف (النسيج الرخو للمنصف).
- التليف النقوي (نقي العظم).
- مرض بيروني (القضيب).
- التليف الجهازي كلوي المنشأ (جلد).
- التليف الضخم المترقي (الرئتين)، يعد أحد اختلاطات تغبر الرئة لدى عمال الفحم.
- تليف خلف الصفاق (النسيج الرخو للحيز خلف الصفاق).
- تصلب الجلد/تصلب الجلد المجموعي (الجلد والرئتين).
- بعض أشكال التهاب المحفظة اللاصق (الكتف).